# Donrichardsia pringlei
Donrichardsia pringlei là một loài rêu trong họ Amblystegiaceae. Loài này được Cardot Huttunen & Ignatov mô tả khoa học đầu tiên năm 2007.